# 劉理
劉理（207年後—244年），字奉孝。三國時蜀漢昭烈帝劉備庶子，後主劉禪及甘陵王劉永的異母弟。

## 生平
章武元年（221年）六月，劉理被立為梁王。建興八年（230年），被改封為安平王。劉理於延熙七年（244年）四月逝世，諡曰悼王。

## 家庭

### 父
- 劉備

### 兄
- 劉禪（同父異母）
- 劉永（同父異母）

### 妻
- 马氏，骠骑将军马超女，名不详[2]。

### 兒子
- 劉胤，劉理死後繼嗣，延熙十九年（256年）逝世，諡哀王。
- 劉輯，原封武邑侯，景耀四年（261年）被立為劉理後嗣。蜀亡後東遷洛陽，拜奉車都尉，封鄉侯。[3]

### 孫兒
- 刘承，劉胤之子，劉胤死後繼嗣，延熙二十年（257年）逝世，諡殤王。

## 延伸阅读
[在维基数据编辑]
 《三國志/卷34》，出自陳壽《三國志》